# De profeet Daniël
De profeet Daniël is een hoorspel van Wim Bischot. De AVRO zond het uit op donderdag 14 februari 1974, van 21:30 uur tot 22:25 uur, met omlijstende muziek van Else van Epen-de Groot. De regisseur was Dick van Putten.

## Rolbezetting
- Elisabeth Versluys (de koningin)
- Paula Majoor (Nashir, een dienares)
- Frans Somers (de hofmeester)
- Huib Orizand (Amar, afgezette bevelheber)
- Johan Schmitz (de profeet Daniël)
- Dick Swidde (de eerste ouderling)
- Jan Wegter (de tweede ouderling)
- Willy Brill (Susanna)
- Maarten Kapteijn (Joakim)
- Jan Verkoren (de rechter)
- Joke van den Berg (een slavin)

## Inhoud
In dit hoorspel dient Daniël, een joodse balling in Babylon, aan het hof van Darius. Er is grote onrust. De koning wil het heilige gouden vaatwerk uit de verwoeste tempel te Jeruzalem laten halen, om het te gebruiken op een van zijn vele feestjes. “Op mijn feest zullen die schalen gevuld zijn en uit die bekers zullen vrouwen drinken. Zo zal het zijn, want ik ben machtiger dan God. Mijn vader heeft zijn tempel verwoest. Zijn volk moet mij als slaven dienen.” De koningin schrikt van deze woorden. Ze is bang voor de gevolgen van de daden van de koning. Bij nacht, in het geheim, laat zij Daniël bij zich komen om zijn oordeel te vragen. Hij vertelt haar over de plannen van de koning en vooral ook over zijn eigen afkomst. Hij was als jongen van veertien op bevel van koning Nebukadnezar uit Jeruzalem weggevoerd. Met de andere joodse jongens Hananja, Misaël en Azarja was hij uitverkoren stadhouder te worden in het grote en machtige rijk van de koning. Hij vertelt de koningin dat hij eens een droom aan Nebukadnezar moest uitleggen. De koning had gedroomd over een groot beeld dat op het plein van zijn paleis stond. “Het hoofd was van zuiver goud, borst en armen van zilver, de romp van koper. De benen echter waren van ijzer en de voeten van leem.” Het wordt de koningin duidelijk dat het machtige grote rijk op niets is gebouwd en dat het zal verbrokkelen…